# Твярайское староство
Твярайское староство (лит. Tverų seniūnija) — одно из 5 староств Ретавского самоуправления, Тельшяйского уезда Литвы. Административный центр — местечко Твярай.

## География
Расположено на западе Литвы, в восточной части Ретавского самоуправления, на Жемайтской возвышенности. Западная часть староства расположена на Западно-Жемайтском плато, восточная — на Жемайтской водораздельной гряде.
Граничит с Ретавским староством на западе, Мядингенайским — на северо-западе и севере, Лаукувским староством Шилальского района — на юге, Варняйским староством Тельшяйского района — на востоке, и Жаренайским староством Тельшяйского района  — на севере и северо-востоке.

## Население
Твярайское староство включает в себя местечко Твярай, 36 деревень.